# Памятник Георгию Жукову (Старый Оскол)
Памятник Георгию Жукову — памятник, расположенный на площади Победы в микрорайоне Жукова города Старый Оскол Белгородской области.

## История
Создан группой авторов из Киевского творческо-производственного объединения «Художник» по руководством В. Г. Гнездилова, в соавторстве с В. Н. Фуклевым (главный архитектор Старого Оскола). Скульптор — В. М. Константинова. Торжественно открыт в 1988 году. Изготовлен на средства жителей города, весомый вклад в сбор средств внесли активисты городского совета ветеранов войн и труд. Памятник-бюст был отлит в 1973 году на одном из камнеобрабатывающих комбинатов города Киева. По году изготовления, памятник является первым в мире памятником Великому полководцу СССР — Георгию Константиновичу Жукову. Колонна и стилобат изготовлены специалистами старооскольских Мехзавода и ОЗММ.

## Описание
Памятник выполнен в виде бюста, отлитого из бронзы, водружённого на металлическую колонну, установленную на прямоугольный стилобат. Маршал изображён в кителе с четырьмя медалями «Золотая звезда» Героя Советского Союза.
Памятник является ключевым монументом в ансамбле площади Победы, наряду со стелой «Город воинской славы» и аллеей Славы Героев Советского Союза. Неподалёку установлена скульптурная композиция «После боя». После присвоения городу Старый Оскол Почётного звания «Город воинской славы» в 2011 году, памятник стал визитной карточкой города.